# 鐘丘りお
鐘丘 りお（かねおか りお、1978年9月1日 - ）は、日本の女性声優。愛知淑徳短期大学文芸学科卒業。アスクマネージメント所属。愛知県出身。旧名は大竹 理央（おおたけ りお）。

## 出演作品

### テレビアニメ
2003年
- アストロボーイ・鉄腕アトム（ウェンディ、ナナ、女の子、研究員、市民、子供、CMガール、車内販売ロボ、乗客、学生、主婦）
- 宇宙のステルヴィア（女子B、女子生徒、予科生、女子）
- DEAR BOYS（女子部員）

2005年
- いちご100%（女子生徒A）
- BLACK CAT（アイ）

### OVA
- 新・北斗の拳
- マクロス ゼロ（女C）

### ゲーム
- イースIII -ワンダラーズフロムイース-（エレナ）
- イースIV MASK OF THE SUN -a new theory-（リーザ）

### 吹き替え
- アイドル追っかけ大作戦!

### 舞台
- 劇団四季「はだかの王様」
- 浅利慶太プロデュース「李香蘭」(声楽教師)
- 浅利慶太プロデュース「オンディーヌ」(水の精)
- Tokyo Disney Sea 15th Anniversary "The Year of Wishes" IN CONCERT　(女性シンガー)
- 宝田明物語
- ミュージカル座「赤ひげ」(おふみ)
- ミュージカル座「ルルドの奇跡」(修道院長,無原罪の御宿り)
- ミュージカル スペシャル ガラ コンサート(名鉄劇場)